# Ковердина Балка (Шишацкий район)
Ковердина Балка (укр. Ковердина Балка) — село,
Ковердинобалковский сельский совет,
Шишацкий район,
Полтавская область,
Украина.
Код КОАТУУ — 5325782801. Население по переписи 2001 года составляло 512 человек.
Является административным центром Ковердинобалковского сельского совета, в который, кроме того, входят сёла
Гребеняки,
Масловцы и
Швадроны.

## Географическое положение
Село Ковердина Балка находится между реками Псёл и Говтва (4-5 км),
на расстоянии в 1 км от сёл Маначиновка, Швадроны, Гребеняки и Масловцы.
По селу протекает пересыхающий ручей с запрудами.
Рядом проходит автомобильная дорога Т-1710 (Р-42).

## Экономика
- «Виктория-Агроэкспо», ООО.
- ЧП «Зоря».

## Объекты социальной сферы
- Школа I—II ст.
- Дом культуры.